# Microtus guentheri
Microtus guentheri és una espècie de talpó que es troba a Israel, Jordània, el Líban, Síria i Turquia.